# Liceum Ogólnokształcące im. Komisji Edukacji Narodowej w Przasnyszu
Liceum Ogólnokształcące im. Komisji Edukacji Narodowej – najstarsza szkoła ponadpodstawowa w Przasnyszu. Jej siedziba znajduje się przy ul. św. Stanisława Kostki 15.

## Dyrektorzy szkoły
Źródło: 
- 1923–1924 – ks. Franciszek Bronisław Zalewski
- 1924–1927 – Stanisław Kurowski
- 1927–1939 – Aleksy Chmielowski
- 1945–1947 – Bazyli Ogłoblin
- 1947–1948 – Stanisław Pałuszka
- 1948–1952 – Anna Rzepecka
- 1952–1953 – Józef Mackiewicz
- 1953–1956 – Stefan Cieśla
- 1956–1978 – Marian Rawa
- 1978–1980 – Jan Kaczyński
- 1980–1985 – Roman Pykacz
- 1985–1987 – Wojciech Jaworski
- 1988–2000 – Marianna Krupińska
- 2000 – VIII 2002 – Maria Kowalska
- IX 2002 – II 2003 – Zbigniew Sztuc
- III 2003 – I 2012 – Maria Kowalska
- II 2012 – VIII 2012 – p.o. Zofia Stanowska
- IX 2012 – VIII 2022 – Radosław Waleszczak
- od IX 2022 – Piotr Kołakowski

## Znani absolwenci
- Andrzej Elżanowski (ur. 21 stycznia 1950) – profesor nauk biologicznych, specjalista w zakresie zoologii i paleontologii
- Marek Elżanowski (ur. 1941, zm. 23 sierpnia 1994) – doktor habilitowany nauk prawnych, specjalista w zakresie prawa administracyjnego
- Karol Jackowski (ur. 1946) – profesor nauk chemicznych, specjalista w zakresie spektroskopii molekularnej
- Andrzej Kobyliński (ur. 12 listopada 1965) – duchowny katolicki, filozof, etyk, dr hab. nauk humanistycznych, profesor UKSW
- Andrzej Sadowski (ur. 4 lutego 1963) – ekonomista, wiceprezydent Centrum im. Adama Smitha
- Bogdan Wrzochalski (ur. 6 lutego 1954) – prawnik, filozof, dyplomata
- Stanisław Mordwa (ur. 3 lipca 1967) – doktor habilitowany w zakresie geografii – 2015, Wydział Nauk Geograficznych Uniwersytetu Łódzkiego